# 美高
美高·迪奧杜高域（Mirko Teodorović，1978年8月6日—），生於南斯拉夫斯雷姆斯卡米特羅維察，塞爾維亞足球運動員，司職中場。

## 球員生涯
美高生於前南斯拉夫斯雷姆斯卡米特羅維察，於2001年在前南斯拉夫甲組聯賽球會奧比利奇展開職業球員生涯，在30歲前大部分時間也是在國內球會打滾，直至2010年1月，同鄉狄恩接任地區球會沙田教練後，從塞爾維亞邀請美高協助球會護級，而其表現亦大獲好評，惟結果沙田僅在甲組角逐一季便宣佈護級失敗，要降回乙組聯賽作賽。
護級失敗後，美高則轉會地區球會屯門。到2012年7月再轉會橫濱FC香港。他在2013年8月加盟晨曦，惟球會到季尾宣佈不參加新成立的港超聯留在甲組角逐，令美高隨教練團加盟以乙組聯賽亞軍身份的新升班港超聯地區球會黃大仙，首季協助球會獲得港超聯第8名，成功留級，惟黃大仙於2015/16球季經費有限，導致球員薪酬大減，結果排行榜尾需要降級至甲組。
在2016年10月開季後，美高轉會新成立的標準灝天，並在11月26日作客九巴元朗的聯賽首場代表新球隊登場，不過最終球隊以0–4落敗，其後，由於美高在香港居住滿7年，能以本地球員身份註冊上陣。季尾，標準灝天亦解散，而美高一度有消息稱他加盟由中超球會廣州富力出資及組建的港超聯球會R&F富力，但最終不在該隊名單之上。

## 球場以外
美高在孩童時代曾是體操選手，在9歲前已接受過嚴格體操訓練，包括單槓，雙槓及跳馬全部都會。
美高擁有一個M字額，而他表示父親都是這個髮型是家族標記。

## 外部連結
- 香港足球總會網頁球員註冊資料 （页面存档备份，存于）